# Yamashita Yasuhiro

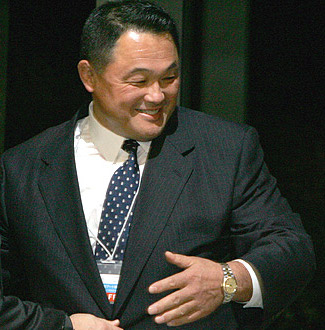
Yamashita Yasuhiro năm 2005

Yamashita Yasuhiro (山下泰裕 Sơn Hạ Thái Dụ) (sinh ngày 1 tháng 6 năm 1957) là một trong những đấu thủ judo thành công nhất mọi thời đại. Ông hiện đang làm người hướng dẫn hoặc cố vấn cho một số tổ chức, kể cả trường Đại học Tokai, Liên đoàn Judo Quốc tế, và các Liên đoàn Judo toàn Nhật Bản. Ông đã thôi thi đấu judo từ ngày 17 tháng 6 năm 1985 sau khi đã có một sự nghiệp đáng kể, nơi ông đã giành được năm huy chương vàng trong cuộc thi đấu quốc tế và đánh dấu 203 chiến thắng liên tiếp (với 7 trận hòa) cho đến khi ông rút lui khỏi sàn đấu. Ông đã nhận được giải thưởng Danh dự quốc gia Nhật Bản ngày 9 tháng 10 năm 1984.